# Château de la Croizette
Pour les articles homonymes, voir Croizette (homonymie).
Le château de la Croizette est un château situé à Ussel-d'Allier, en France.

## Localisation
Le château est situé sur la commune de Ussel-d'Allier, dans le département de l'Allier, en région Auvergne-Rhône-Alpes.

## Historique
L'édifice est inscrit au titre des monuments historiques en 1966.